# 雷姆·库哈斯
雷姆·庫哈斯（荷蘭語：Rem Koolhaas，1944年11月17日—），荷蘭建築師，於2000年獲得第二十二屆普利茲克獎。

## 生平
1944年出生於荷蘭鹿特丹。庫哈斯早年曾做過記者和電影劇本撰稿人，1968至1972年間，庫哈斯在倫敦的建築協會學院（AA School of Architecture）學習建築，之後又前往美國康奈爾大學學習。
1975年，庫哈斯與埃利亚·曾赫利斯（Elia Zenghelis）、祖·曾赫利斯（Zoe Zenghelis）一起在倫敦創立了大都會建築事務所（OMA），後來OMA的總部遷往鹿特丹。目前，庫哈斯是OMA的首席設計師，也是哈佛大學設計研究所的建築與城市規劃學教授。

## 主要建築作品
- 拉維萊特公園（1982年）
- 康索現代藝術中心（1988年）
- 荷蘭舞蹈劇院（1988年）
- 波爾多住宅（1994年）
- 荷蘭駐德國大使館（英语：Embassy of the Netherlands, Berlin）（1997年）
- 現代藝術博物館擴建（1997年）
- 西雅圖中央圖書館（1999年）
- 中央电视台新址大楼（2002年）
- Prada專賣店室內設計（紐約2003年，洛杉磯2004年）
- 葡萄牙波多音樂廳（2005年）
- 臺北表演藝術中心（2008年）

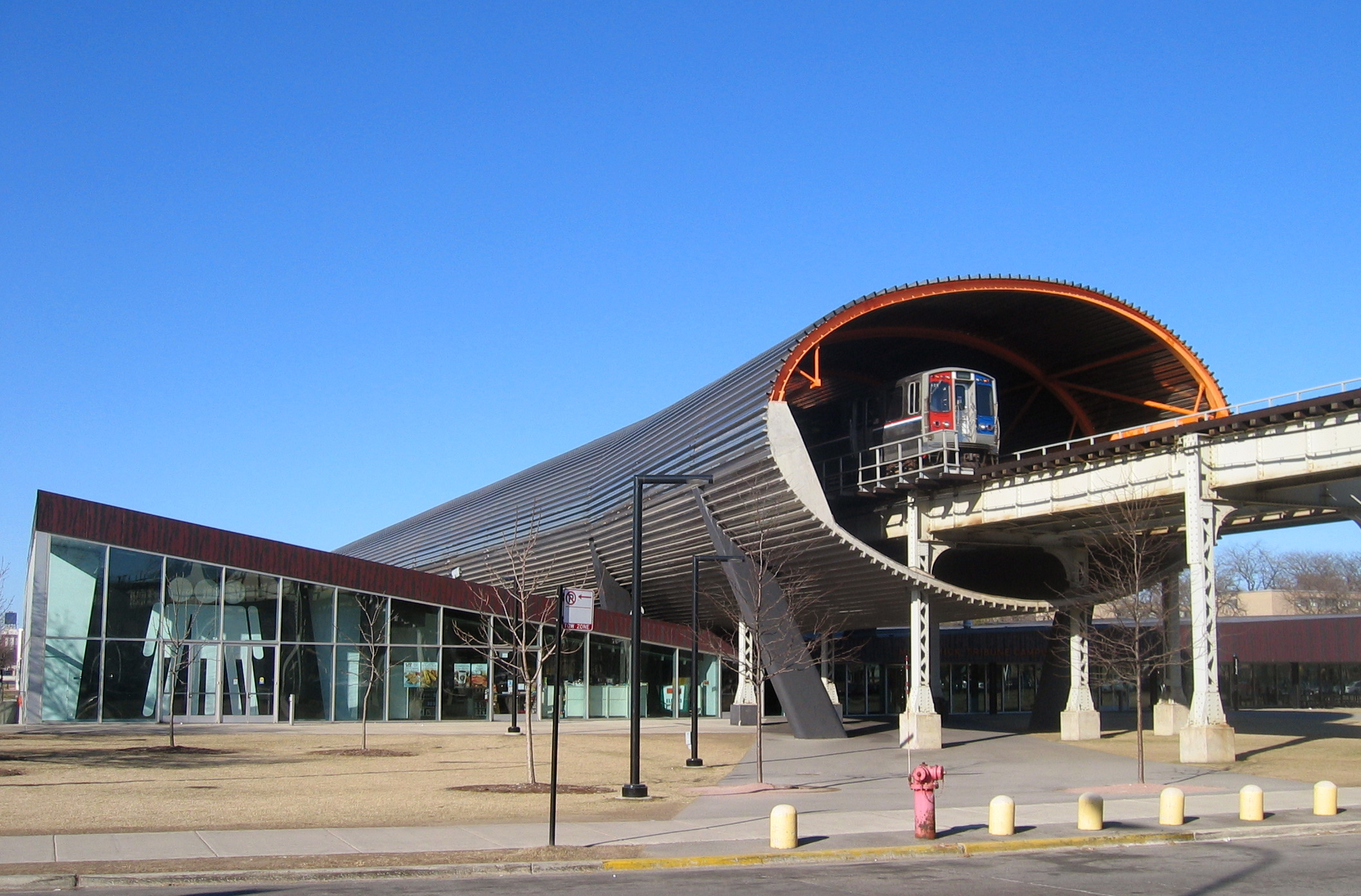
伊利諾理工學院的學生活動中心與芝加哥捷運共構
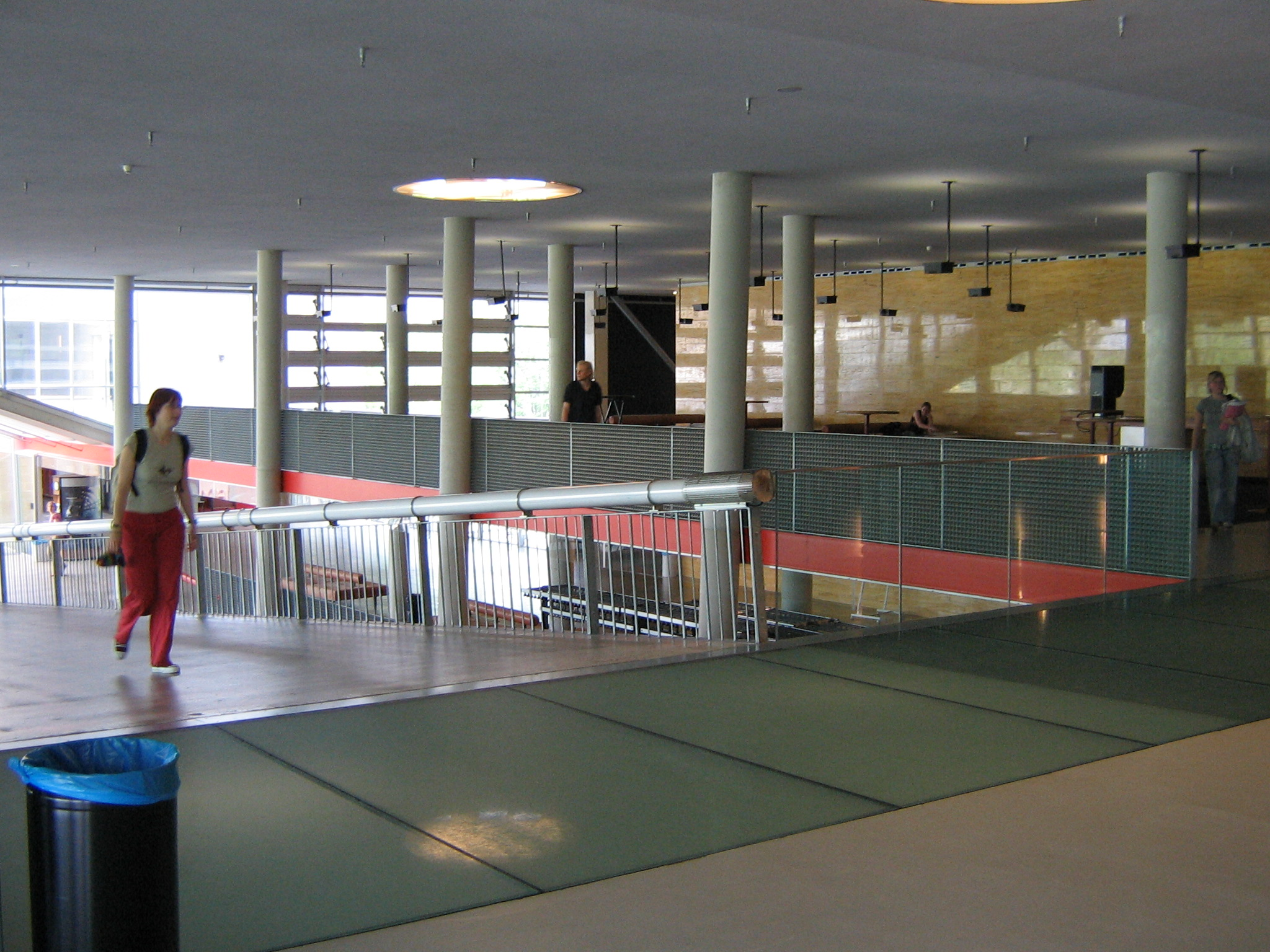
乌特勒支大学
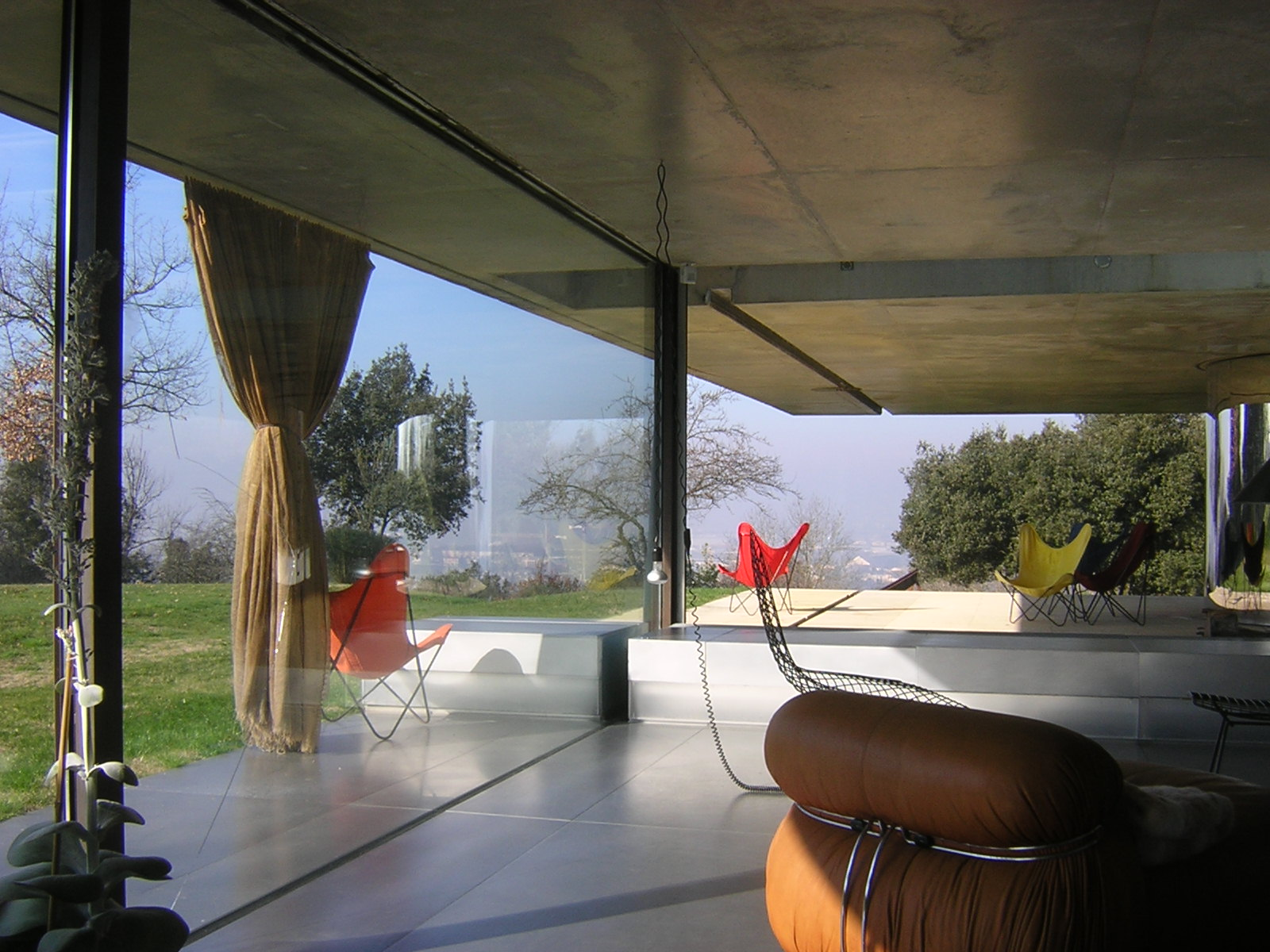
波尔多住宅
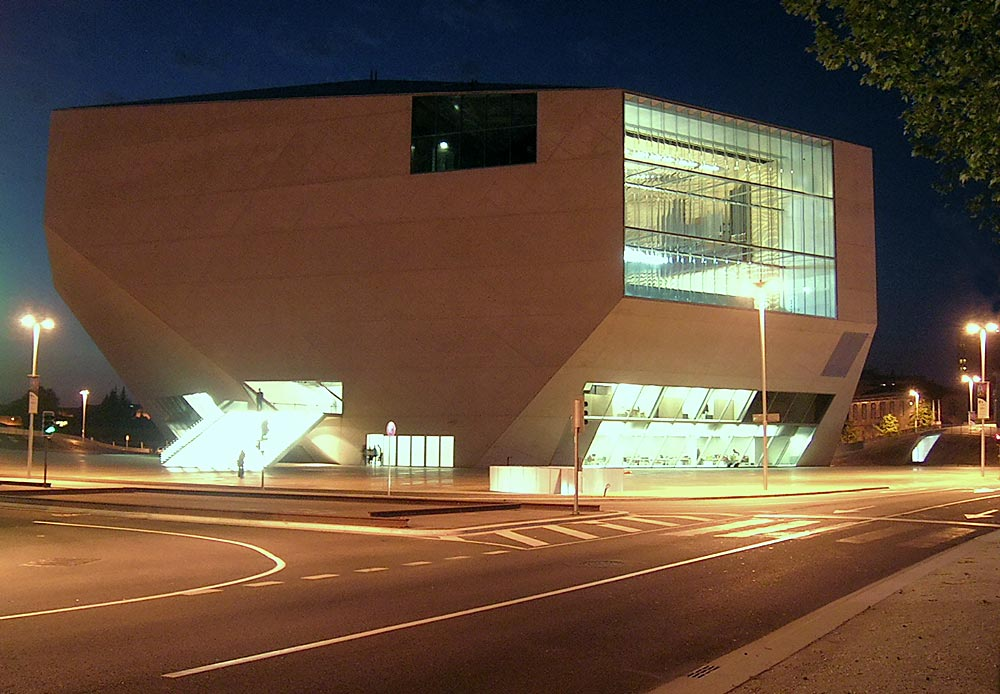
葡萄牙波多音樂廳
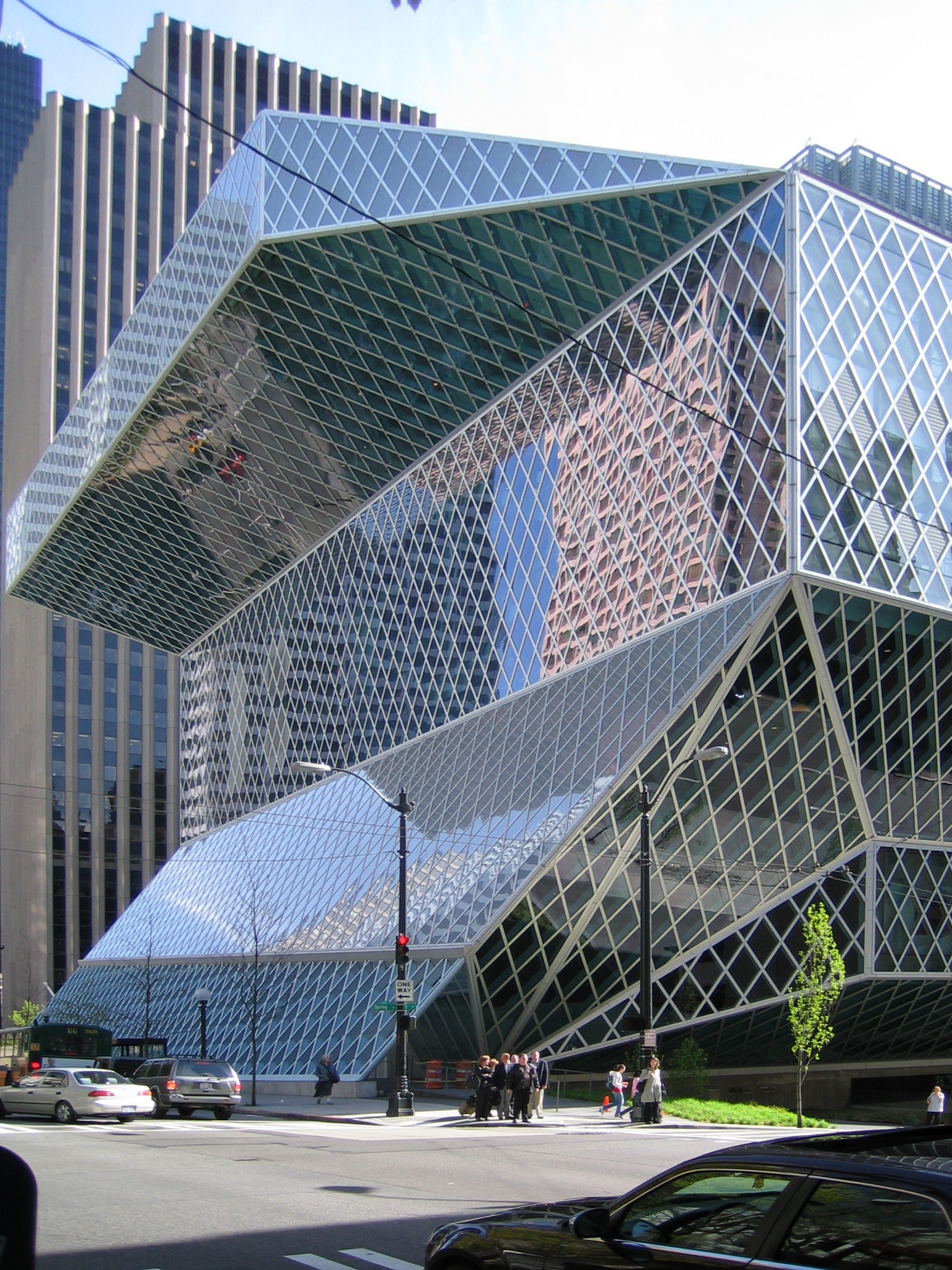
西雅圖中央圖書館
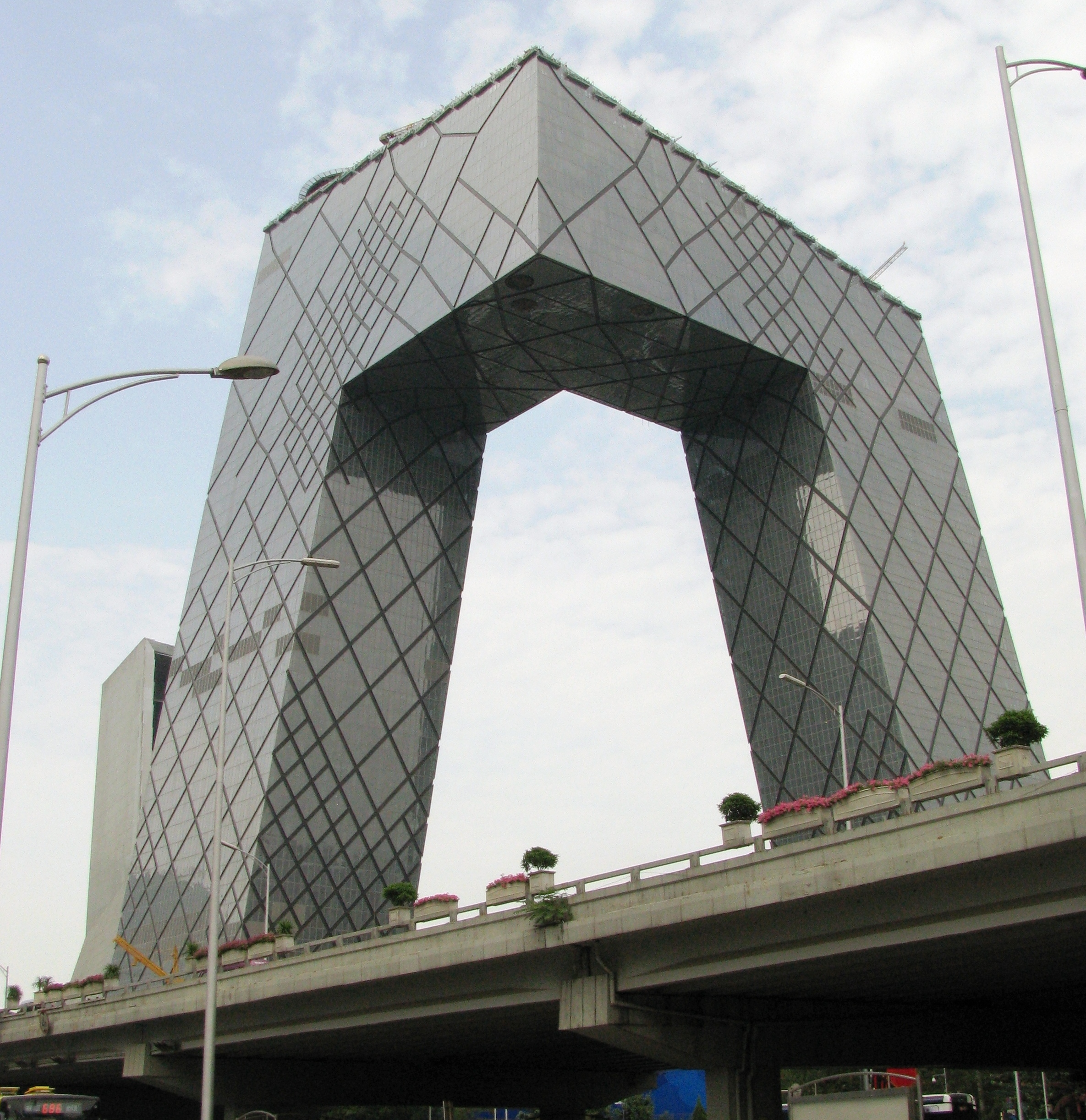
中央电视台总部大楼

## 外部連結
- Office for Metropolitan Architecture （页面存档备份，存于）
- OMA的官方Facebook頁面 （页面存档备份，存于） (每日更新)
- BBC News | On OMA's flag proposal （页面存档备份，存于）
- FOTW | Entry on flag proposal （页面存档备份，存于）